# Familien Krahne
Familien Krahne er en dansk tv-serie på tolv afsnit, der havde premiere på DR i 1982. Serien er instrueret af Svend Abrahamsen og har blandt andre Otto Brandenburg, Terese Damsholt, Rikke Hedman og Kim Jensen i hovedrollerne.
I serien følger man den tidligere cirkusartist Leo og hans familie, der har startet en artistskole. Fra et tidligere forhold har Leo en søn ved navn Kurt, som ikke er så engageret i det nye projekt. Som serien udvikler sig vil familien derfor forsøge at lokke Kurt til at være med.

## Medvirkende
- Bjarne Kjær - Jesper
- Rikke Hedman - Julie
- Henning Palner - Julies lærer
- Otto Brandenburg - Leo
- Terese Damsholt - Kristine
- Kim Jensen - Kurt
- Kim Skat Nørrevig - Ole
- Trine Pallesen - Anne
- Suzette Kempf - Linda
- Kield Brask Andersen - artist
- Simone Aaberg Kærn - elev
- Helle Hertz - studiekammerat
- Dick Kaysø - medielærer
- Stig Hoffmeyer - underviser
- Morten Eisner - klubmedarbejder
- Jens Okking - skibsfører
- Claus Bue - politibetjent
- Mime Fønss - ældre dame

Andre medvirkende kan nævnes Holger Boland, Pernille Hansen og Tove Maës.